# Tipula regressa
Tipula regressa är en tvåvingeart som beskrevs av Alexander 1950. Tipula regressa ingår i släktet Tipula och familjen storharkrankar.
Artens utbredningsområde är Venezuela. Inga underarter finns listade i Catalogue of Life.